# Special (serial telewizyjny)
Special – amerykański serial komediowy z 2019 roku, nakręcony na podstawie książki Special: And Other Lies We Tell Ourselves autorstwa Ryana O’Connella.

## Fabuła
Młody homoseksualista z porażeniem mózgowym stawia wszystko na jedną kartę, by wreszcie móc żyć tak, jak zawsze chciał.

## Obsada
- Ryan O’Connell jako Ryan Hayes
- Jessica Hecht jako Karen Hayes
- Punam Patel jako Kim Laghari
- Marla Mindelle jako Olivia
- Augustus Prew jako Carey
- Patrick Fabian jako Phil
- Kat Rogers jako Caitie
- Jason Michael Snow jako Keaton
- Brian Jordan Alvarez jako Shay
- Gina Hughes jako Samantha[3]

## Odcinki

### Sezon 1 (2019)
| Nr | Tytuł polski                              | Tytuł oryginalny                  | Reżyseria   | Scenariusz    |
| -- | ----------------------------------------- | --------------------------------- | ----------- | ------------- |
| 1  | Rozdział pierwszy: Porażenie LOL-owe      | Chapter One: Cerebral LOLzy       | Anna Dokoza | Ryan O’Connel |
| 2  | Rozdział drugi: Przełomowa impreza        | Chapter Two: The Deep End         | Anna Dokoza | Ryan O’Connel |
| 3  | Rozdział trzeci: Ludzie z gratisami       | Chapter Three: Free Scones        | Anna Dokoza | Ryan O’Connel |
| 4  | Rozdział czwarty: Parapetówa z recyklingu | Chapter Four: Housechilling Party | Anna Dokoza | Ryan O’Connel |
| 5  | Rozdział piąty: Mamologi waginy           | Chapter Five: Vagina Momologues   | Anna Dokoza | Ryan O’Connel |
| 6  | Rozdział szósty: Króle na walety          | Chapter Six: Straight Potential   | Anna Dokoza | Ryan O’Connel |
| 7  | Rozdział siódmy: Randka w ciemno w ciszy  | Chapter Seven: Blind Deaf Date    | Anna Dokoza | Ryan O’Connel |
| 8  | Rozdział ósmy: Bądźmy szczerzy            | Chapter Eight: Gay Gardens        | Anna Dokoza | Ryan O’Connel |

## Produkcja
5 lutego 2019 ogłoszono, że Netflix zamówił pierwszy, złożony z ośmiu odcinków, sezon serialu, którego premiera odbędzie się 12 kwietnia 2019. Za stworzenie scenariusza odpowiedzialny był Ryan O’Connel, który, obok Jima Parsonsa,  Anny Dokozy, Todda Spiewaka i  Erica Norsopha, został także producentem wykonawczym. Reżyserem została Anna Dokoza.

## Premiera
Pierwszy zwiastun Special został udostępniony 25 marca 2019. Premiera pierwszego sezonu odbyła się 12 kwietnia 2019 roku na Netflix.

## Odbiór
W serwisie Rotten Tomatoes serialowi przyznano 90% na podstawie 10 recenzji, przy średniej ocenie 6.33/10.  Na portalu Metacritic dostał 65 punktów na 100 możliwych w oparciu o 7 ocen.